# Сяо Хань
Сяо Хань (кит. 肖涵, род. 7 сентября 1994 года, в г.Чанчунь, провинция Цзилинь) — китайская шорт-трекистка, двукратная чемпионка мира. Окончила в 2018 году Пекинский университет физического воспитания, выпускница класса чемпионов.

## Биография
Сяо Хань начала заниматься шорт-треком в возрасте 8 лет в ноябре 2002 года. В марте 2009 года выиграла в беге на 1000 м на национальном юниорском чемпионате, а зимой в Харбине, в Национальной лиге заняла 2-е место в соревнованиях на 1500 метров, а на 4-м этапе Национальной лиги в сезоне 2009/10 выиграла в беге на 1500 м и в эстафете за команду Центра зимних видов спорта провинции Цзилинь. 
Дебютировала на международных соревнованиях в феврале 2011 года на юниорском чемпионате мира в Курмайоре, где выиграла две бронзы, на дистанции 1000 м и в эстафете, в марте вместе с партнёршами в эстафете выиграла золотую медаль на чемпионате мира в Шеффилде, а через неделю на командном чемпионате мира в Варшаве завоевала серебро в составе команды.
В октябре 2011 года стартовала на Кубке мира в Солт-Лейк-Сити, уже в декабре на этапах в Нагое и Шанхае выиграла бронзовые медали на 1000 м и 1500 м соответственно. В феврале 2012 года на 12-х Национальных зимних играх выиграла в гонке преследования на семь кругов и в эстафете, в беге на 1000 м заняла 3-е место. В марте на чемпионате мира в Шанхае вновь выиграла золотую медаль эстафеты с Лю Цюхун, Фань Кэсинь, Ли Цзяньжоу и Кун Сюэ. В 2013 на юниорском чемпионате мира в Варшаве выиграла серебряные медали на 500 м и в эстафете, а в общем зачёте заняла 5-е место.
В 2013 году Сяо Хань была награждена Почетной спортивной медалью Главного управления спорта Китая. Через год в 2014 на Чемпионате мира среди юниоров в Эрзуруме ещё взяла в эстафете награду, на этот раз бронзу. Она завершила спортивную карьеру и стала предпринимателем. В 2018 году окончила Пекинский университет физического воспитания. В 2020 году поступила в США в Университет Миннесоты.